# 6422 Akagi
6422 Akagi este un asteroid din centura principală de asteroizi.

## Descriere
6422 Akagi este un asteroid din centura principală de asteroizi. A fost descoperit pe 7 februarie 1994 la Oizumi de Takao Kobayashi. El prezintă o orbită caracterizată de o semiaxă mare de 2,63 ua, o excentricitate de 0,15 și o înclinație de 14,6° în raport cu ecliptica.